# Macgillycuddy’s Reeks

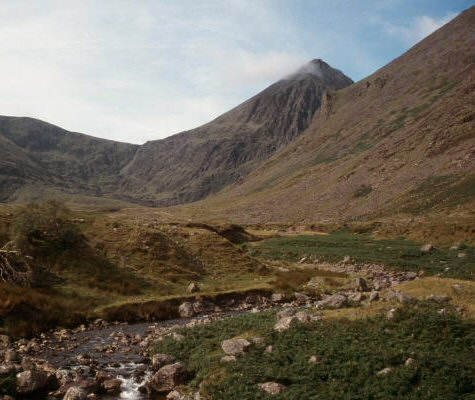
Carrantuohill, 1039 m n.p.m., najwyższy szczyt w Irlandii

Macgillycuddy’s Reeks (irl. Na Cruacha Dubha, dosłownie: „czarne szczyty”) – łańcuch górski w południowo-zachodniej Irlandii na półwyspie Iveragh, na zachód od Killarney (hrabstwo Kerry). Góry, zbudowane z dewońskich piaskowców, sfałdowane w czasie orogenezy waryscyjskiej i przemodelowane w wyniku zlodowacenia, rozciągają się na długości ok. 20 km. Najwyższy szczyt gór, jednocześnie najwyższy szczyt całej Irlandii to Carrantuohill (1039 m n.p.m.). W paśmie usytuowane są również pozostałe dwa irlandzkie szczyty o wysokości powyżej 1000 m n.p.m. (Beenkeragh – 1010 m oraz Caher – 1001 m). Obszar interesujący pod względem turystycznym ze względu na polodowcowy krajobraz (bliskie sąsiedztwo jezior Killarney); przez Macgillycuddy’s Reeks prowadzi pieszy szlak Kerry.
Nazwa pasma sięga XVIII wieku i pochodzi od irlandzkiego klanu Macgillicuddy (lub McGillicuddy), do którego należała długo wcześniej spora część ziem w tym rejonie hrabstwa Kerry. Własność klanowa trwała na tych terenach aż do końca XX wieku.